# Moraea gawleri
Moraea gawleri är en irisväxtart som beskrevs av Spreng.. Moraea gawleri ingår i släktet Moraea och familjen irisväxter. Inga underarter finns listade i Catalogue of Life.

## Bildgalleri

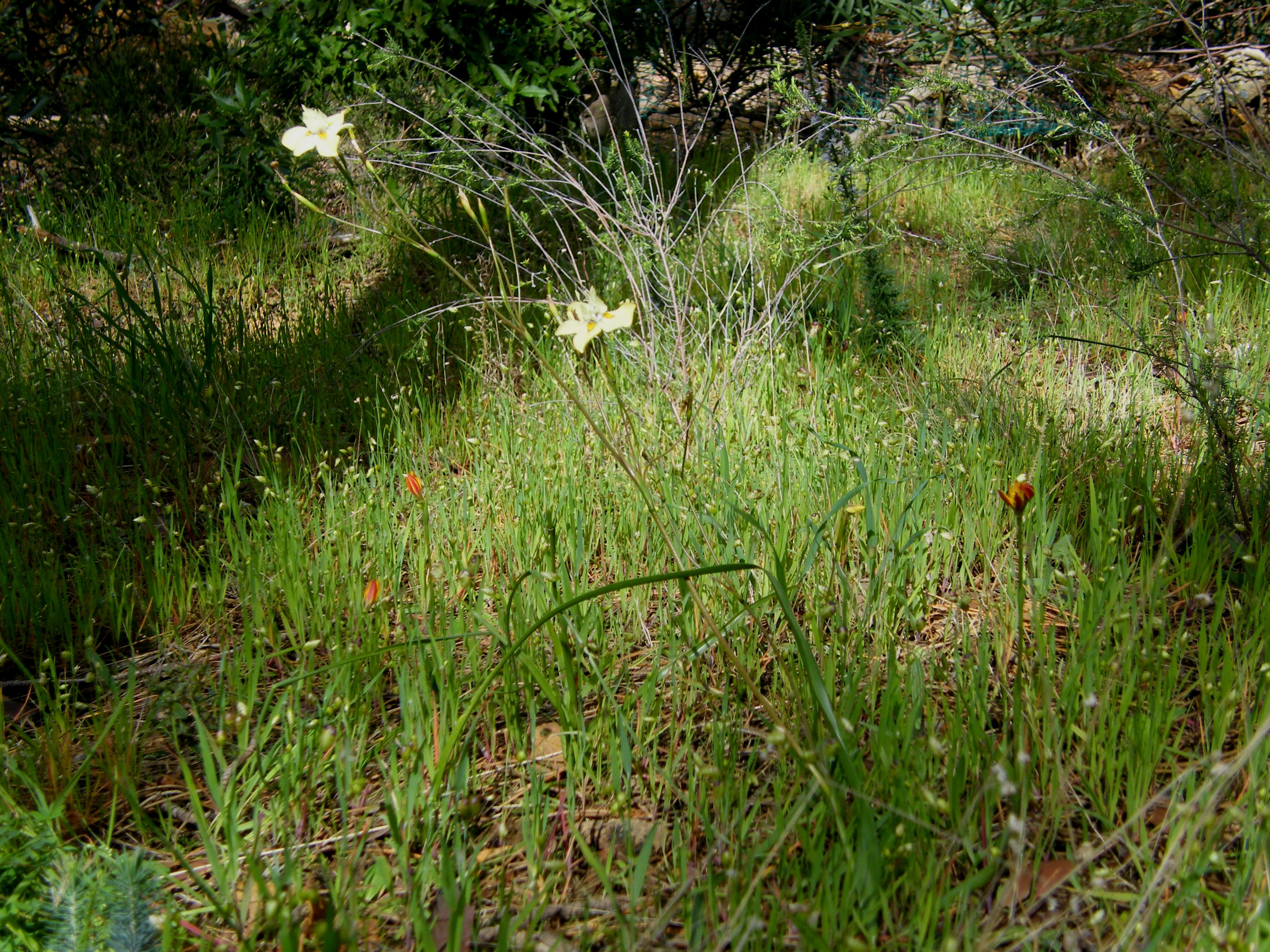
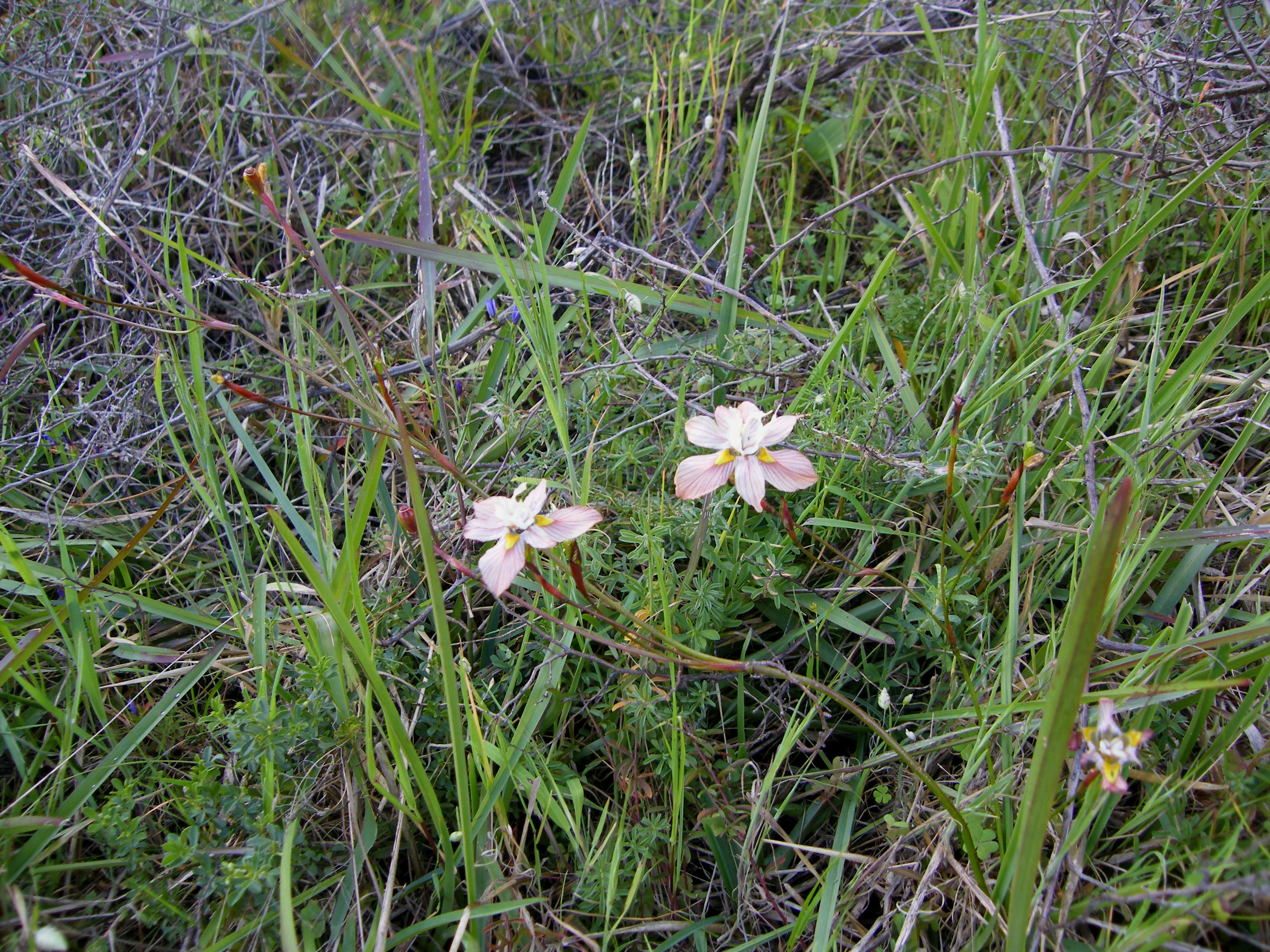
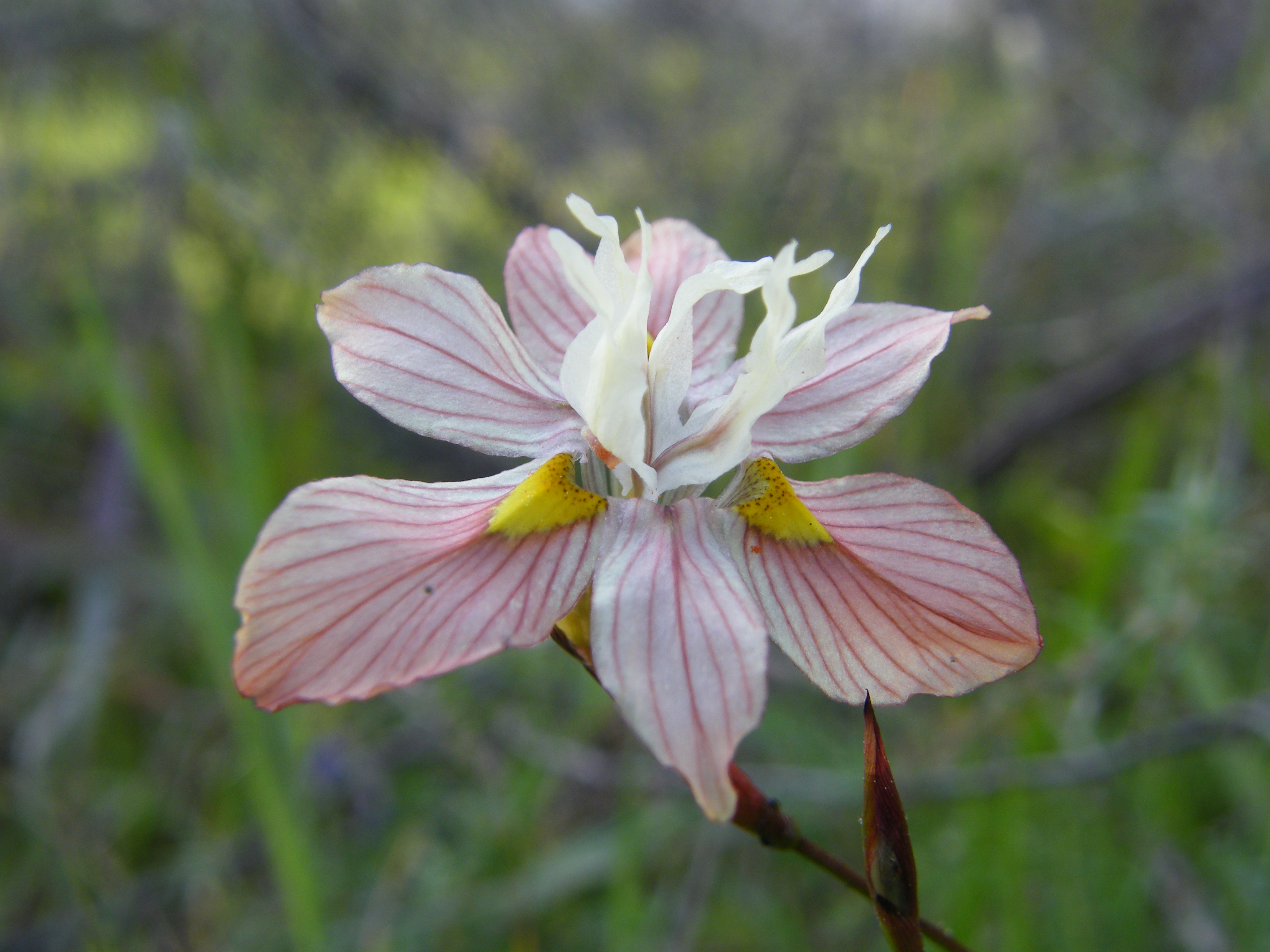
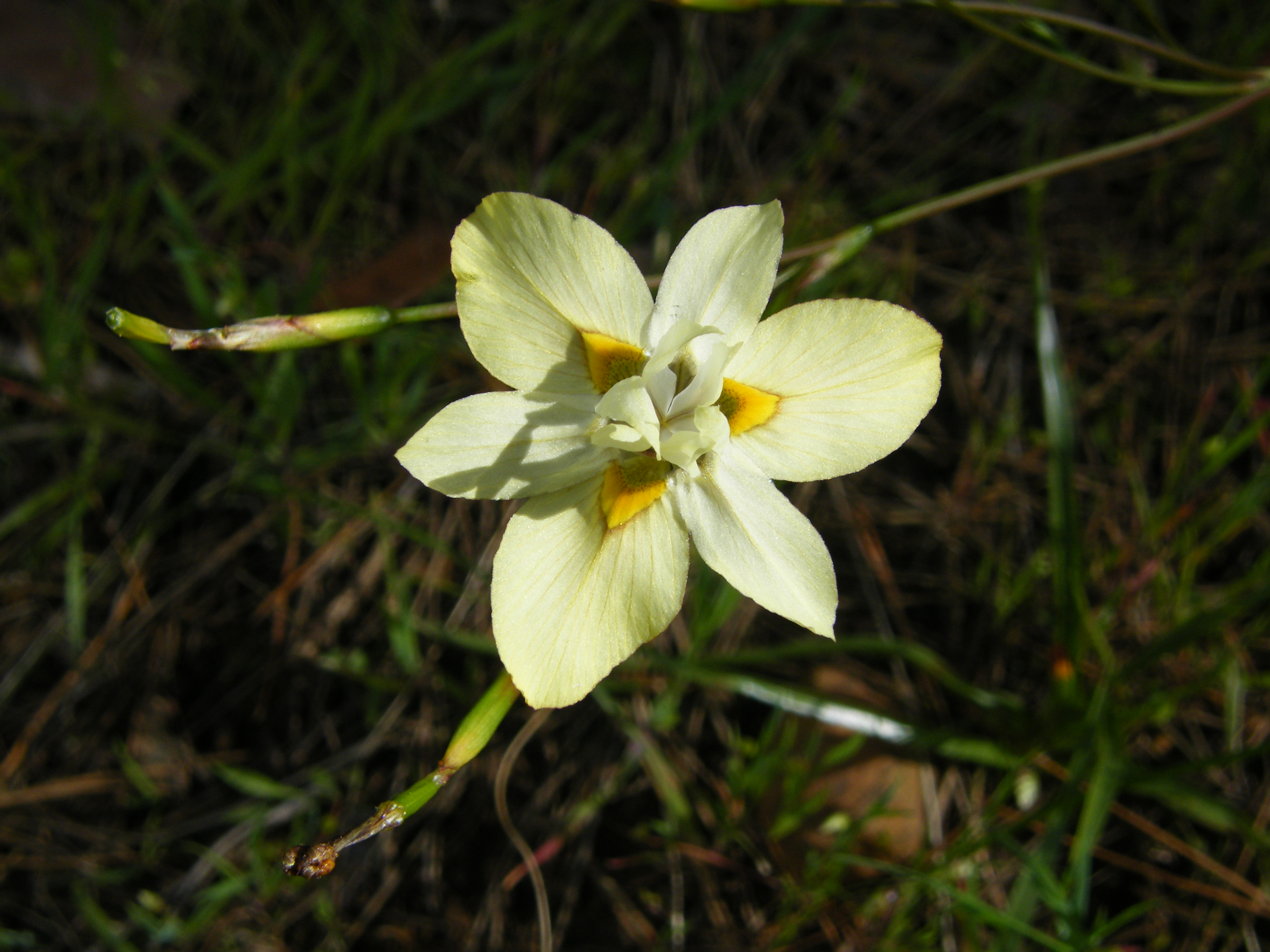
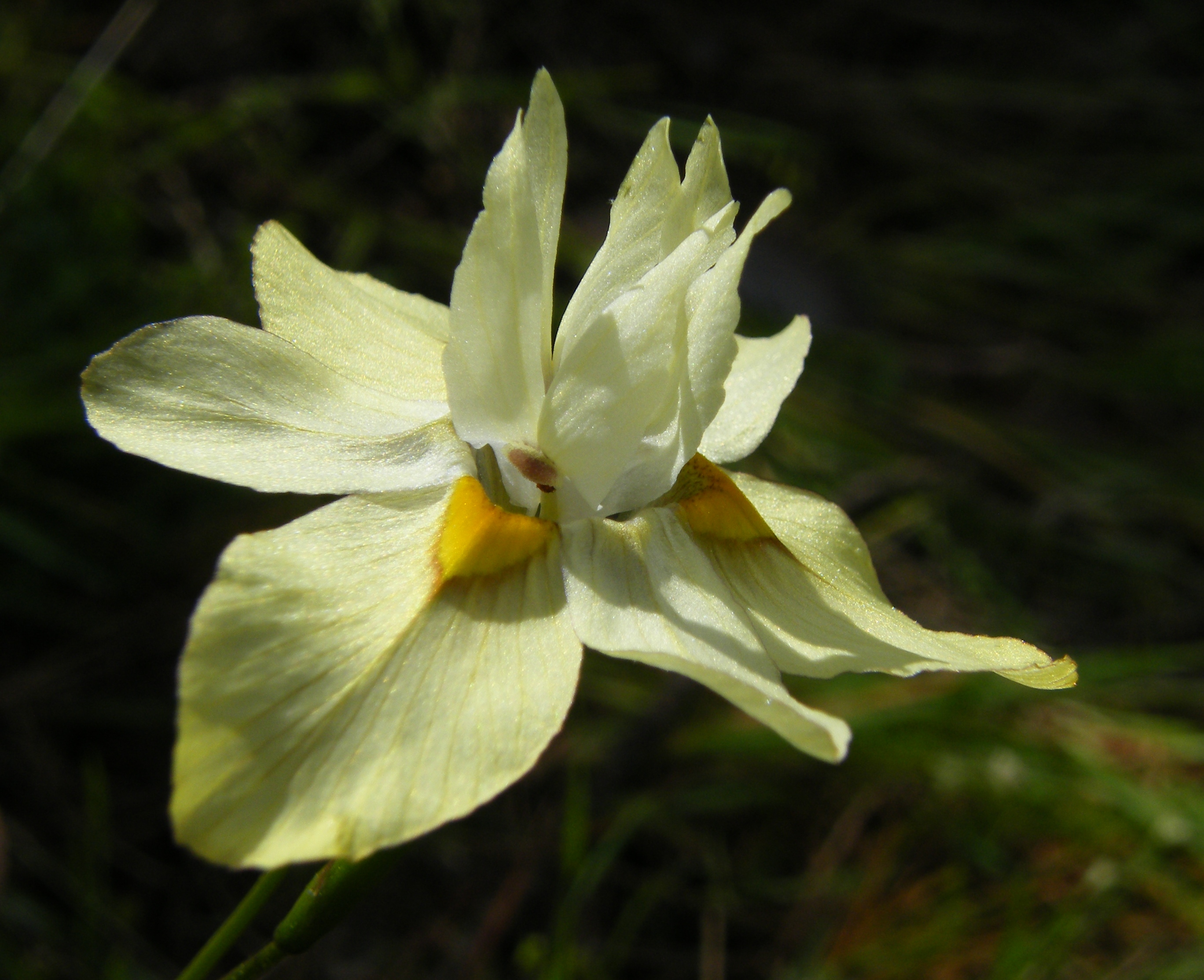